# Stanko Kristl
Stanko Kristl (29. ledna 1922, Ljutomer, Království Srbů, Chorvatů a Slovinců, dnes Slovinsko – 18. ledna 2024), byl slovinský architekt.
Kristl vystudoval po skončení druhé světové války střední školu ve městě Maribor. Poté pokračoval na Technologické univerzitě v Lublani, kde byl žákem známého jugoslávského architekta Edvarda Ravnikara. Po dokončení studií (v roce 1954) působil jako Ravnikarův asistent. V 70. letech realizoval projekt stavby univerzitní nemocnice, kterým se především proslavil. Jednalo se o první moderní stavbu tohoto typu na území Jugoslávie. Pro její výstavbu musel Kristl navštívit tehdejší Západní Německo, studovat koncept moderních nemocnic a později jej přenést se svým týmem do Jihovýchodní Evropy. Po dokončení budovy pokračoval v projektování obdobných staveb na území SFRJ i v zahraničí, inspirován byl tehdy populárním brutalismem. Mezi některé z jeho staveb patří např. nemocnice ve městě Izola na pobřeží Jaderského moře, základní škola F. Prešerena v Kranji nebo školka na sídlišti Novi Beograd v srbské metropoli. Od roku 1982 přednášel na Univerzitě v Lublani. Celkem podle jeho návrhů vzniklo 70 projektů. Získal Prešerenovu cenu za životní cenu a stal se členem Slovinské akademie věd a umění.